# The Next Step
The Next Step es una serie de reality show ficcionado de televisión canadiense, creada por Frank Van Keeken para el canal Family Channel. La serie es producida por Temple Street Studios y distribuida por todo el mundo por BBC Worldwide.
Esta serie tiene un spin-off llamada Lost & Found Music Studios.
La serie consta de nueve temporadas y actualmente una décima en producción.

## Sinopsis
La serie se basa en un estudio de baile llamado The Next Step, el cual tiene tres niveles, pero la serie se centra en el nivel más alto del estudio, la Compañía A, que es la que va a las competiciones. Los bailarines tendrán que enfrentarse cada día a nuevos retos y a sus relaciones personales, así como prepararse para las competiciones de cada año.

## Producción
En 2011, Frank Van Keeken hizo un guion para un piloto llamado The Next Step. Los actores fueron elegidos pero, cuando rodaron el piloto, se tuvieron que desechar algunos actores. El creador se lo mostró al canal Family Channel, que lo aprobó. Así se confirmó que The Next Step iba a ser una serie. En 2012 se rodó la primera temporada, que se estrenó al año siguiente en Canadá por el canal Family Channel.  En 2015, se confirmó que la tercera temporada sería la última de la serie pero, debido a las peticiones de los fanes, se confirmó una cuarta temporada. Un año después se confirmó la quinta, en 2017 la sexta, y en 2019 la actriz Briar Nolet que interpreta al personaje Richelle confirmó a través de sus redes sociales las grabaciones de la séptima temporada que se empezarían a grabar en el mes de mayo. La octava temporada fue anunciada el 11 de abril de 2022. El rodaje comenzó el 22 de febrero de 2022. Tiene 27 episodios. La primera parte de la temporada fue estrenada el 26 de septiembre de 2022, mientras que la segunda parte fue estrenada el 7 de noviembre de 2022. Actualmente hay una novena temporada en producción.

## Contenido de la serie

### Episodios
| Temporada | Temporada | Episodios | Episodios | Emisión original                        | Emisión original                        | Emisión España         | Emisión España          | Emisión Latinoamérica Estreno en HBO Max Streaming | Emisión Latinoamérica Estreno en HBO Max Streaming |
| Temporada | Temporada | Episodios | Episodios | Comienzo                                | Final                                   | Comienzo               | Final                   | Comienzo                                           | Final                                              |
| --------- | --------- | --------- | --------- | --------------------------------------- | --------------------------------------- | ---------------------- | ----------------------- | -------------------------------------------------- | -------------------------------------------------- |
|           | 1         | 30        | 14        | 8 de marzo de 2013                      | 7 de junio de 2013                      | 20 de octubre de 2014  | 9 de diciembre de 2014  | 11 de enero de 2016 (Disney Channel)               | 19 de febrero de 2016 (Disney Channel)             |
|           | 1         | 30        | 16        | 20 de septiembre de 2013                | 3 de enero de 2014                      | 20 de octubre de 2014  | 9 de diciembre de 2014  | 11 de enero de 2016 (Disney Channel)               | 19 de febrero de 2016 (Disney Channel)             |
|           | 2         | 34        | 17        | 7 de marzo de 2014                      | 6 de junio de 2014                      | 2 de marzo de 2015     | 28 de abril de 2015     | 7 de marzo de 2016 (Disney Channel)                | 22 de abril de 2016 (Disney Channel)               |
|           | 2         | 34        | 17        | 12 de septiembre de 2014                | 2 de enero de 2015                      | 2 de marzo de 2015     | 28 de abril de 2015     | 7 de marzo de 2016 (Disney Channel)                | 22 de abril de 2016 (Disney Channel)               |
|           | 3         | 30        | 15        | 16 de marzo de 2015                     | 2 de abril de 2015                      | 2 de noviembre de 2015 | 25 de noviembre de 2015 | TBA                                                | TBA                                                |
|           | 3         | 30        | 15        | 11 de septiembre de 2015                | 11 de diciembre de 2015                 | 15 de febrero de 2016  | 9 de marzo de 2016      | TBA                                                | TBA                                                |
|           | 4         | 40        | 20        | 15 de febrero de 2016                   | 24 de junio de 2016                     | 9 de enero de 2017     | 16 de marzo de 2017     | TBA                                                | TBA                                                |
|           | 4         | 40        | 20        | 14 de octubre de 2016                   | 11 de mayo de 2017                      | 9 de enero de 2017     | 16 de marzo de 2017     | TBA                                                | TBA                                                |
|           | 5         | 20        | 10        | 26 de mayo de 2017                      | 11 de agosto de 2017                    | Cancelado              | Cancelado               | 30 de abril de 2022 en HBO Max Streaming           | 30 de abril de 2022 en HBO Max Streaming           |
|           | 5         | 20        | 10        | 13 de octubre de 2017                   | 15 de diciembre de 2017                 | Cancelado              | Cancelado               | 30 de abril de 2022 en HBO Max Streaming           | 30 de abril de 2022 en HBO Max Streaming           |
|           | 6         | 26        | 13        | 29 de septiembre de 2018                | 28 de octubre de 2018                   | Cancelado              | Cancelado               | 3 de junio de 2022 en HBO Max Streaming            | 3 de junio de 2022 en HBO Max Streaming            |
|           | 6         | 26        | 13        | 2 de marzo de 2019                      | 7 de abril de 2019                      | Cancelado              | Cancelado               | 3 de junio de 2022 en HBO Max Streaming            | 3 de junio de 2022 en HBO Max Streaming            |
|           | 7         | 24        | 11        | 10 de abril de 2020                     | 19 de junio de 2020                     | Cancelado              | Cancelado               | 22 de julio de 2022 en HBO Max Streaming           | 22 de julio de 2022 en HBO Max Streaming           |
|           | 7         | 24        | 13        | 26 de junio de 2020                     | 18 de septiembre de 2020                | Cancelado              | Cancelado               | 22 de julio de 2022 en HBO Max Streaming           | 22 de julio de 2022 en HBO Max Streaming           |
|           | 8         | 27        | 13        | 26 de septiembre de 2022 en BBC IPlayer | 26 de septiembre de 2022 en BBC IPlayer | Cancelado              | Cancelado               | TBA                                                |                                                    |
|           | 8         | 27        | 14        | 7 de noviembre de 2022 en BBC IPlayer   | 7 de noviembre de 2022 en BBC IPlayer   | Cancelado              | Cancelado               | TBA                                                | Cancelado                                          |
|           | 9         | 22        | TBA       | 8 de abril de 2022 (UK)                 | 2022                                    | Cancelado              | Cancelado               | Presente                                           | TBA                                                |
|           | 9         | 22        | TBA       | TBA                                     | TBA                                     | TBA                    | TBA                     | TBA                                                | TBA                                                |

### Película
El 12 de diciembre de 2015 se estrenó en la plataforma de vídeos Youtube la película de la serie, en la que se ven detalles de la gira que hicieron por Canadá. Dado que la película se estrenó en Youtube, no fue doblada; sin embargo, la película fue estrenada en televisión en el Reino Unido por el canal CBBC.

### Spin-off
En 2015 se confirmó el spin-off de la serie llamado Lost & Found Music Studios, y que protagonizaría la banda de James (Trevor Tordjman), que aparecieron en la tercera temporada de la serie original, y como secundarios varios miembros de la serie original como Michelle (Victoria Baldesarra), Riley (Brittany Raymond) o Giselle (Jordan Clark). En 2016 se confirma la segunda temporada.

## Emisión y recepción
La serie se emitió del 8 de marzo de 2013 al 7 de abril de 2019 en Family Channel en Canadá, y del 10 de abril de 2020 al 18 de septiembre de 2020 en CBC Gem para la séptima temporada de la serie. Se emitió en Universal Kids en los Estados Unidos y CBBC en el Reino Unido, respectivamente. 
El estreno de la serie estableció récords de calificación para Family, con al menos 574 000 espectadores en su transmisión inicial, lo que estableció un récord para el estreno de la serie original de mayor audiencia de Family.[6] El 8 de enero de 2014, BBC Worldwide autorizó la serie a varias emisoras internacionales, incluidas ABC Me en Australia, Hulu en los Estados Unidos y CBBC en el Reino Unido.BBC Worldwide En Canadá, el programa también se transmite en Vrak en francés. En agosto de 2017, los derechos estadounidenses de la serie se vendieron a Universal Kids, y la cadena también se convirtió en socio de producción de la sexta temporada. Boat Rocker Media, propietaria de la productora del programa, Radical Sheep Productions, citó una reducción en la financiación de la serie por parte de DHX Media (propietaria de la emisora canadiense Family de la serie) como un impulso para el arreglo.
En julio de 2020, The Next Step fue elogiado por los espectadores y los medios por transmitir un beso entre personas del mismo sexo, cuando los personajes Cleo (Dani Verayo) y Jude (Molly Saunders) se besaron después de realizar un dueto juntos.Este fue el primer beso entre personas del mismo sexo que se presentó en la serie, luego de que una pareja gay apareciera brevemente en un episodio de la cuarta temporada. La escena también hizo historia como el primer beso entre personas del mismo sexo que se emitió en CBBC.

## Elenco
En la primera temporada, la serie está protagonizada por Victoria Baldesarra e Isaac Lupien. Coprotagonizada por Trevor Tordjman y Brittany Raymond. Con la participación antagónica de Alexandra Beaton, Samantha Grecchi y Tamina Pollock-Paris. Cuenta con las actuaciones estelares de Jordan Clark, Jennifer Pappas, Brennan Clost, Lamar Johnson, Bree Wasylenko, Tamina Pollack-Paris y Shamier Anderson.
La segunda temporada estuvo protagonizada por Brittany Raymond y Trevor Tordjman y coprotagonizada por Isaac Lupien y Taveeta Symanowicz. Contó con la participación antagónica de Alexandra Beaton, Zac Vran, Logan Fabro y Alain Lupien. Cuenta con las actualizacciones estelares deNatalie Krill, Manteniéndose Victoria Baldesarra, Alexandra Beaton, Trevor Tordjman, Brittany Raymond, Isaac Lupien, Samantha Grecchi, Jordan Clark, Jennifer Pappas, Brennan Clost, Lamar Johnson y Bree Wasylenko y la actuación especial de Tamina Pollock-Paris.
La cuarta temporada estuvo protagonizada por Brittany Raymond y Trevor Tordjman. Coprotagonizada por Logan Fabro y Miles Erlick. Con la participación antagónica de Giuseppe Basilio. Y la actuacionees estelares de Briar Nolet, Alexandra Chaves, Erika Prevost, Akiel Julien, Skylar Healey, Allie Goodbun, Shelby Bain e Isaiah Peck, Victoria Baldesarra y la actuación especial de Lammar Johnson, Isaac Lupien y Taveeta Symanowicz.
Para la quinta temporada regresan Alexandra Beaton, Brennan Clost y Lamar Johnson. Se incorporan al elenco Dylan Raztlaff, Hanna Miller, Jessica Lord, Julian Lombardi, Dawson Handy, Noah Zulfikar y Milaina Robinson. Manteniéndose Victoria Baldesarra, Myles Erlick, Briar Nolet, Alexandra Chaves, Shelby Bain e Isaiah Peck.
Para la sexta temporada de la serie regresan Isaac Lupien y Taveeta Szymanowicz, y se incorporan al elenco Sage Linder, Emmerly Tinglin, Liam Mackie y Berkeley Ratzlaff. Manteniéndose Victoria Baldesarra, Alexandra Beaton, Myles Erlick, Briar Nolet, Alexandra Chaves, Shelby Bain, Isaiah Peck, Dylan Ratzlaff, Julian Lombardi y Noah Sulfikar.
Para la séptima temporada de la serie se incorporan Katie Ortencio, Carter Musselman, Danielle Verayo y Myles Dobson. Manteniéndose Alexandra Beaton, Briar Nolet, Alexandra Chaves, Shelby Bain, Isaiah Peck, Julian Lombardi, Noah Sulfikar, Sage Linder, Emmerly Tinglin y Liam Mackie.
Para la octava y penúltima temporada de la serie se incorporan al elenco Molly Saunders, Renee Romolo, Ben Williams, Shane Mahabir, Kolton Stewart, Melody Cao, Autum Daye-Fraser, Brandom Lising, Mila Sophia Tupy, Blake Talabis y Maija Makila. Manteniéndose Briar Nolet, Alexandra Chaves, Shelby Bain, Julian Lombardi, Noah Sulfikar, Emmerly Tinglin, Liam Mackie, Katie Ortencio, Carter Musselman, Danielle Verayo y Myles Dobson.
Para la última temporada de esta exitosa serie se incorporan Brianna Diebolt, Monique Paul e Isabel Dela Cruz. Manteniéndose Briar Nolet, Julian Lombardi, Emmerly Tinglin, Carter Musselman, Danielle Verayo, Myles Dobson, Molly Saunders, Renee Romolo, Ben Williams, Shane Mahabir, Melody Cao, Autum Daye-Fraser, Brandom Lising, Mila Sophia Tupy, Blake Talabis y Maija Makila.
Además, con motivo de la temporada final regresan los siguientes personajes: Victoria Baldesarra, que interpretó a Michelle en las 6 primeras temporadas; Trevor Tordjman, que interpretó a James en las 4 primeras temporadas; Isaac Lupien, que se puso en la piel de Eldon durante las 3 primeras temporadas y después regresó en la 6; Jennifer Pappas en el papel de Chloe en las dos primeras temporadas; Lamar Johnson, que interpretó a West en las tres primeras temporadas y luego regresó en la sexta; Bree Wasylenko, que interpretó a la mítica Señorita Kate en las tres primeras temporadas; Cierra Healey que interpretó a Cierra en la tercera temporada; Myles Erlick, que interpretó a Noah en casi todas las temporadas de la serie; Skylar Healey, que interpretó a Skylar durante 4 temporadas; Dylan Ratzlaff, que se puso durante dos temporadas en el papel de Jacquie; Noah Zulfikar en el papel de Kingston durante 4 temporadas; y Katie Ortencio, en el papel de Lily durante las temporadas 7 y 8.

### Principales
| Intérprete             | Personaje | Temporadas | Temporadas | Temporadas | Temporadas | Temporadas | Temporadas | Temporadas | Temporadas | Temporadas | Temporadas |
| Intérprete             | Personaje | 1          | 2          | 3          | 4          | 5          | 6          | 7          | 8          | 9          | 10         |
| ---------------------- | --------- | ---------- | ---------- | ---------- | ---------- | ---------- | ---------- | ---------- | ---------- | ---------- | ---------- |
| Shamier Anderson       | Chris     | Principal  | Invitado   |            |            |            |            |            |            |            |            |
| Victoria Baldesarra    | Michelle  | Principal  | Principal  | Principal  | Principal  | Principal  | Principal  | Recurrente | Invitada   | Invitada   | Principal  |
| Alexandra Beaton       | Emily     | Principal  | Principal  | Recurrente | Recurrente | Principal  | Principal  | Principal  |            |            | Invitada   |
| Jordan Clark           | Giselle   | Principal  | Principal  | Principal  | Recurrente |            | Recurrente | Invitada   | Recurrente |            | Invitada   |
| Brennan Clost          | Daniel    | Principal  | Principal  | Recurrente | Invitado   | Principal  |            |            |            |            | Invitado   |
| Samantha Greechi       | Stephanie | Principal  | Recurrente | Principal  | Invitada   |            |            | Invitada   |            |            | Invitada   |
| Lamar Johnson          | West      | Principal  | Principal  | Principal  | Recurrente | Principal  |            | Invitado   |            |            |            |
| Isaac Lupien           | Eldon     | Principal  | Principal  | Principal  | Recurrente | Invitado   | Recurrente | Invitado   | Recurrente | Principal  | Principal  |
| Jennifer Pappas        | Chloe     | Principal  | Principal  | Principal  |            |            | Invitada   | Invitada   |            |            | Invitada   |
| Tamina Pollack-Paris   | Tiffany   | Principal  | Recurrente |            | Invitada   |            |            |            |            |            | Invitada   |
| Brittany Raymond       | Riley     | Principal  | Principal  | Principal  | Principal  | Recurrente |            | Invitada   |            |            | Invitada   |
| Trevor Tordjman        | James     | Principal  | Principal  | Principal  | Principal  | Recurrente |            | Invitado   | Invitado   |            | Invitado   |
| Bree Wasylenko         | Kate      | Principal  | Principal  | Principal  | Recurrente | Recurrente | Recurrente | Invitada   |            | Invitada   | Invitada   |
| Logan Fabbro           | Amanda    | Recurrente | Principal  | Principal  | Principal  |            |            | Invitada   |            |            | Invitada   |
| Natalie Krill          | Phoebe    |            | Principal  | Principal  | Invitada   |            |            |            |            |            |            |
| Taveeta Szymanowicz    | Thalia    |            | Principal  | Principal  | Recurrente | Invitada   | Recurrente |            |            |            |            |
| Zac Vran               | Hunter    |            | Principal  | Recurrente |            |            |            |            |            |            |            |
| Devon Brown            | Max       | Recurrente | Recurrente | Principal  | Invitado   |            |            |            |            |            |            |
| Myles Erlick           | Noah      | Recurrente | Recurrente | Principal  | Principal  | Principal  | Principal  |            |            |            | Invitado   |
| Cierra Healey          | Cierra    |            |            | Principal  | Recurrente |            |            |            |            |            |            |
| Shantel Angela Vailloo | Shantel   |            |            | Principal  |            |            |            |            |            |            |            |
| Shelby Bain            | Amy       |            |            |            | Principal  | Principal  | Principal  | Principal  | Principal  |            |            |
| Giuseppe Bausilio      | Alfie     |            |            |            | Principal  |            |            | Invitado   |            |            |            |
| Alexandra Chaves       | Piper     |            |            |            | Principal  | Principal  | Principal  | Principal  | Principal  | Invitada   | Invitada   |
| Allie Goodbun          | Cassie    |            |            |            | Principal  |            |            |            |            |            |            |
| Skylar Healey          | Skylar    |            |            | Recurrente | Principal  | Invitada   |            | Invitada   |            |            |            |
| Akiel Julien           | LaTroy    |            |            |            | Principal  | Principal  | Invitado   |            |            |            |            |
| Briar Nolet            | Richelle  | Invitada   | Recurrente | Recurrente | Principal  | Principal  | Principal  | Principal  | Principal  | Invitada   | Invitada   |
| Isaiah Peck            | Henry     |            |            |            | Principal  | Principal  | Principal  | Principal  |            |            |            |
| Erika Prevost          | Sloane    |            |            |            | Principal  | Invitada   | Invitada   |            |            |            |            |
| Dawson Handy           | Josh      |            |            |            |            | Principal  |            |            |            |            |            |
| Julian Lombardi        | Ozzy      |            |            |            |            | Principal  | Principal  | Principal  | Principal  |            |            |
| Jessica Lord           | Lola      |            |            |            |            | Principal  |            |            |            |            |            |
| Hanna Miller           | Heather   |            |            |            | Invitada   | Principal  | Invitada   |            |            |            |            |
| Dylan Ratzlaff         | Jacquie   |            |            |            |            | Principal  | Principal  |            |            |            |            |
| Milaina Robinson       | Zara      |            |            |            |            | Principal  |            |            |            |            |            |
| Noah Zulfikar          | Kingston  |            |            |            |            | Principal  | Principal  | Principal  | Principal  |            | Invitado   |
| Sage Linder            | Summer    |            |            |            |            |            | Principal  | Principal  | Invitada   |            |            |
| Liam Mackie            | Finn      |            |            |            |            |            | Principal  | Principal  | Principal  |            |            |
| Berkeley Ratzlaff      | Davis     |            |            |            |            |            | Principal  |            |            |            |            |
| Emmerly Tinglin        | Kenzie    |            |            |            |            |            | Principal  | Principal  | Principal  | Principal  | Principal  |
| Myles Dobson           | Nick      |            |            |            |            |            |            | Principal  | Principal  | Principal  | Recurrente |
| Carter Musselman       | Heath     |            |            |            |            |            | Recurrente | Principal  | Principal  | Principal  | Principal  |
| Katie Ortencio         | Lily      |            |            |            |            |            | Recurrente | Principal  | Principal  | Invitada   |            |
| Danielle Verayo        | Cleo      |            |            |            |            |            |            | Principal  | Principal  | Invitada   |            |
| Melody Cao             | Daisy     |            |            |            |            |            |            |            | Principal  | Recurrente | Principal  |
| Autum Daye-Fraser      | Ebby      |            |            |            |            |            |            |            | Principal  | Principal  |            |
| Brandon Lising         | Xander    |            |            |            |            |            | Invitado   | Invitado   | Principal  | Recurrente |            |
| Shane Mahabir          | Ethan     |            |            |            |            |            |            | Recurrente | Principal  | Principal  | Principal  |
| Maija Makila           | Dylan     |            |            |            |            |            |            |            | Principal  |            |            |
| Renee Romolo           | Izzy      |            |            |            |            |            |            | Recurrente | Principal  | Principal  | Principal  |
| Molly Saunders         | Jude      |            |            |            |            |            |            | Recurrente | Principal  | Invitada   |            |
| Blake Talabis          | Anthony   |            |            |            |            |            |            |            | Principal  | Principal  | Principal  |
| Mila Sophia Tupy       | Jett      |            |            |            |            |            |            |            | Principal  | Principal  | Principal  |
| Ben Williams           | Pete      |            |            |            |            |            |            | Recurrente | Principal  | Principal  | Principal  |
| Sheriauna Haase        | Adele     |            |            |            |            |            |            |            |            | Principal  | Recurrente |
| Hattie Kragten         | Olive     |            |            |            |            |            |            |            |            | Principal  | Principal  |
| Nicholas Mcclung       | Niall     |            |            |            |            |            |            |            |            | Principal  | Principal  |
| Kate Roman             | Ariana    |            |            |            |            |            |            |            | Invitada   | Principal  | Principal  |
| Mackenzie Barbeau      | Pascale   |            |            |            |            |            |            |            |            | Recurrente | Principal  |
| Brianna Diebolt        | Grace     |            |            |            |            |            |            | Recurrente | Recurrente | Recurrente | Principal  |
| Tim Zvifel             | Jonah     |            |            |            |            |            |            |            | Invitado   | Invitado   | Principal  |

### Secundarios
| Allain Lupien             | Lucien         | Recurrente | Recurrente | Recurrente |            |            |            |            | Recurrente |            | Invitado |  |
| Jamie 0'Leary             | Tess           | Recurrente | Recurrente | Recurrente |            |            |            |            |            |            |          |  |
| Megan Mackenzie           | Beth           | Recurrente | Recurrente | Recurrente |            |            |            |            |            |            |          |  |
| Robbie Graham             | Charlie        | Recurrente | Recurrente |            |            |            |            |            |            |            |          |  |
| Megan Moniz               | Sarah          | Recurrente | Recurrente |            |            |            |            |            |            |            |          |  |
| Rachel Riley              | Gabi           | Recurrente | Recurrente | Recurrente | Recurrente |            | Invitada   |            |            |            |          |  |
| Jenna Warren              | Camille        | Recurrente | Recurrente | Recurrente |            |            |            |            |            |            |          |  |
| Nicholas Maiorano         | Nick           | Recurrente | Recurrente | Recurrente | Invitado   |            |            |            | Recurrente |            |          |  |
| Francesca van Keeken      | Margie         | Invitada   | Recurrente | Recurrente |            |            |            |            |            |            |          |  |
| Michelle Suzanne          | Kathy          | Invitada   |            | Recurrente |            |            |            |            |            |            |          |  |
| Damian Goddard            | Chuck Anderson | Recurrente | Recurrente | Recurrente | Recurrente |            | Recurrente |            |            |            |          |  |
| Shaquan Lewis             | Marcel         | Recurrente |            |            |            |            |            |            |            |            |          |  |
| Kolton Stewart            | Shad           | Recurrente | Recurrente |            |            |            |            |            | Recurrente |            |          |  |
| Jhaliel Swaby             | Jake           |            | Recurrente | Recurrente | Recurrente |            |            |            |            |            |          |  |
| Jaclyn Riley              | Becca          |            | Recurrente | Recurrente | Recurrente |            |            |            |            |            |          |  |
| Colin Petierre            | Josh           |            | Recurrente | Recurrente |            |            |            |            |            |            |          |  |
| Tyler Hutchings           | Tyler          |            |            | Recurrente | Recurrente | Recurrente | Invitado   |            |            |            |          |  |
| Alex Zaichkwoski          | John           |            |            | Recurrente | Recurrente | Invitado   |            |            |            |            |          |  |
| Levi Ryann                | Theo           |            |            | Recurrente | Recurrente | Invitado   |            |            |            |            |          |  |
| Shane Harte               | Luke           |            |            | Recurrente | Recurrente |            |            |            |            |            |          |  |
| Ella Gilling              | Ella           |            |            | Recurrente | Invitada   |            |            |            |            |            |          |  |
| Abigail Bergman           | Abi            |            |            | Recurrente |            |            |            |            |            |            |          |  |
| Shannon Rendall           | Shannon        |            |            | Recurrente |            |            |            |            |            |            |          |  |
| Kathryn Greco             | Patricia       |            |            | Recurrente |            |            |            |            |            |            |          |  |
| Julian Elia               | Elliot         |            |            |            |            | Recurrente | Recurrente |            |            |            |          |  |
| Danielle Ching            | Danielle       |            |            |            |            | Recurrente |            |            |            |            |          |  |
| Lesley Faulkner           | Gale           |            |            |            |            | Recurrente |            |            |            |            |          |  |
| Jordan Letlow             | Jordan         |            |            |            |            | Recurrente |            |            |            |            |          |  |
| Ben Jaremko               | Adam           |            |            |            |            | Recurrente |            |            |            |            |          |  |
| Kelly Fanson              | Angela         |            |            |            |            |            | Recurrente | Recurrente | Invitada   |            |          |  |
| Madi Langdon              | Winnie         |            |            |            |            |            | Recurrente | Recurrente | Recurrente | Recurrente |          |  |
| Emily Roman               | Presley        |            |            |            |            |            | Invitada   | Recurrente | Recurrente | Invitada   |          |  |
| Alexandre Deakin          | Ty             |            |            |            |            |            | Recurrente |            |            |            |          |  |
| Sanaa Williams            | Simone         |            |            |            |            |            | Recurrente |            |            |            |          |  |
| Nathaniel Belnavis-Wright | Adrian         |            |            |            |            |            | Recurrente |            |            |            |          |  |
| Monique Paul              | Maya           |            |            |            |            |            |            | Recurrente | Recurrente |            |          |  |
| Kolton Moore              | Marcus         |            |            |            |            |            |            | Recurrente | Recurrente |            |          |  |
| Connie Manfredi           | Maria          |            |            |            |            |            |            | Recurrente | Recurrente | Recurrente |          |  |
| Alishea Campbell-Drummond | TeaAra Bling   |            |            |            |            |            |            |            | Recurrente |            |          |  |
| Isabel Dela Cruz          | Lani           |            |            |            |            |            |            |            | Invitada   | Invitada   |          |  |
| Ann Pornel                | Moxi Martinez  |            |            |            |            |            |            |            | Recurrente |            |          |  |
| Danielle Page             | Cassidy        |            |            |            |            |            |            |            | Recurrente |            |          |  |
| Will Widner               | Remi           |            |            |            |            |            |            |            |            | Recurrente |          |  |
| Savanna Wright            | Camille        |            |            |            |            |            |            |            |            | Recurrente |          |  |
| Freya Skye                | Freya Skye     |            |            |            |            |            |            |            |            | Invitada   |          |  |

## Contenido digital

### The Next Step Interactive
El aftershow comenzaba cuando terminaba un episodio.Duró aproximadamente de 1 a 3 minutos y fue presentado por cinco miembros: Asha Bromfield, Lovell Adams-Gray, Luke Watters, Kelly McNamee y Samantha "Sam" Munro.El aftershow habla sobre The Next Step y desglosa algunas partes para ayudar al espectador a comprender las historias.

### The Next Step: The Off Season
The Next Step: The Off Season (también titulado The Next Step: Off Season) es una serie corta que describe eventos que tienen lugar entre la cuarta y quinta temporada de The Next Step. La serie se lanzó inicialmente exclusivamente en la aplicación The Family Channel y estuvo disponible en YouTube y en el sitio web de Family Channel a partir del 19 de mayo de 2017.La serie corta incluye pistas para la quinta temporada subsiguiente, además de presentar nuevos personajes que aparecen en la temporada 5. Una segunda temporada, titulada The Next Step: The Scholarship, describió eventos entre la quinta y la sexta temporada de la serie y presentó personajes que aparecerían en la temporada 6. Una tercera temporada, titulada The Next Step: Mini Episodes, presenta eventos que tienen lugar entre la sexta y la séptima temporada.

### Website
The Next Step tiene un sitio web con información sobre los personajes, un calendario de episodios, una galería de fotos y videos del programa y una tienda con ropa relacionada con The Next Step. También incluye una banda sonora para The Next Step.